# 마쓰다이라 야스모토
마쓰다이라 야스모토(일본어: 松平康元, 1552년 ~ 1603년 9월 19일)는 센고쿠 시대부터 에도 시대 초기까지의 무장, 다이묘이다. 시모사 세키야도 번 초대 번주를 지냈다.
히사마쓰 도시카쓰의 차남으로 태어났으며, 도쿠가와 이에야스의 씨다른 동생이자 마쓰다이라 사다카쓰의 친형이다.
|  | 제1대 세키야도 번 번주 (히사마쓰 마쓰다이라가) 1590년 ~ 1603년 | 후임 마쓰다이라 다다요시 |